# Basilique Saint-Pierre-aux-Liens
Pour les articles homonymes, voir Basilique Saint-Pierre (homonymie) et Église Saint-Pierre-aux-liens.
La basilique Saint-Pierre-aux-Liens (en italien San Pietro in Vincoli) est une basilique mineure de Rome située dans le rione de Monti, connue pour abriter la version définitive du Tombeau de Jules II par Michel-Ange, avec la statue de Moïse.

## Histoire

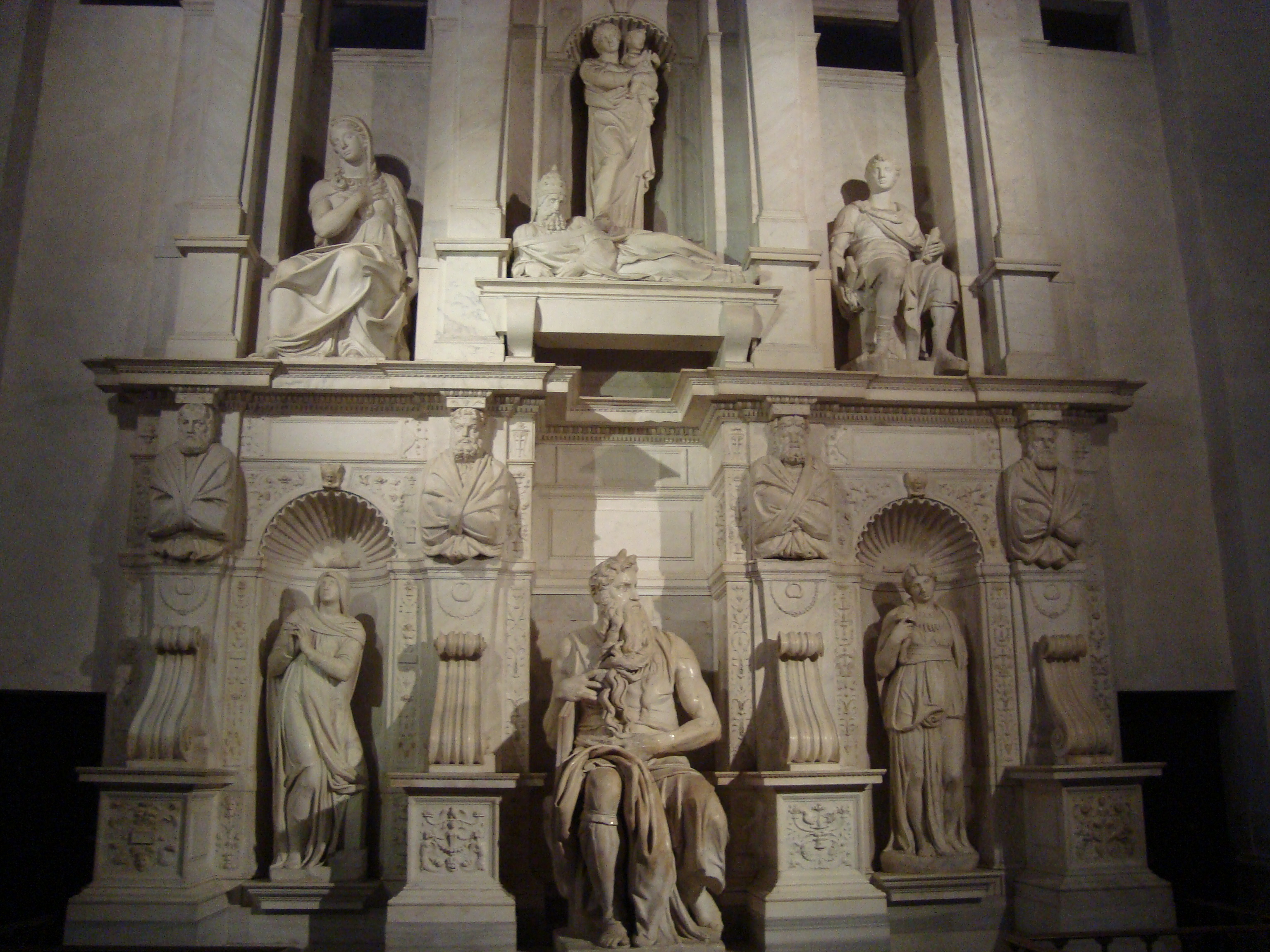
Le mausolée du pape Jules II et la statue de Moïse par Michel-Ange.

La basilique Saint-Pierre-aux-Liens, aussi connue sous le nom de « basilique Eudoxienne », a été construite entre 432 et 440 sur des fondations datant de la république romaine, afin d'abriter les chaînes ayant servi à enchaîner saint Pierre lors de son emprisonnement à Jérusalem, vénérées comme reliques (épisode de la libération de saint Pierre racontée dans Ac 12,7).
Selon la tradition, ces reliques furent envoyées à Rome à l'impératrice Licinia Eudoxia (épouse de l'empereur Valentinien III) par sa mère Eudocie qui les avait reçues en cadeau de l'évêque de Jérusalem Juvénal vers 439.
Selon la légende, Eudoxia les présenta au pape Léon Ier, lequel compara ces chaînes à celles ayant servi à son emprisonnement final dans la prison Mamertine à Rome.
Lorsque l'impératrice approcha les deux chaînes (appelées vincoli en latin), celles-ci se soudèrent miraculeusement.
La tradition a ainsi harmonisé les deux récits (chaînes de Jérusalem et chaînes de Rome). Les papes envoyaient en cadeau diplomatique des anneaux des chaînes, un peu de leur limure de fer (reliques enchâssée dans une clef d’or ou d’argent) puis des morceaux de bandes de linge les ayant touchées (reliques de contact).
Depuis, celles-ci sont conservées dans un reliquaire en dessous de l'autel principal de la sacristie.
La basilique a subi plusieurs restaurations (dont une sous Adrien Ier, une autre en 1875) et reconstructions (sous Sixte IV et Jules II).
Ajouté en 1475, le portique d'entrée à cinq arcades soutenues par des colonnes octogonales est attribué par Vasari à Baccio Pontelli.

Le cloître (1493 - 1503) serait de Giuliano da Sangallo.

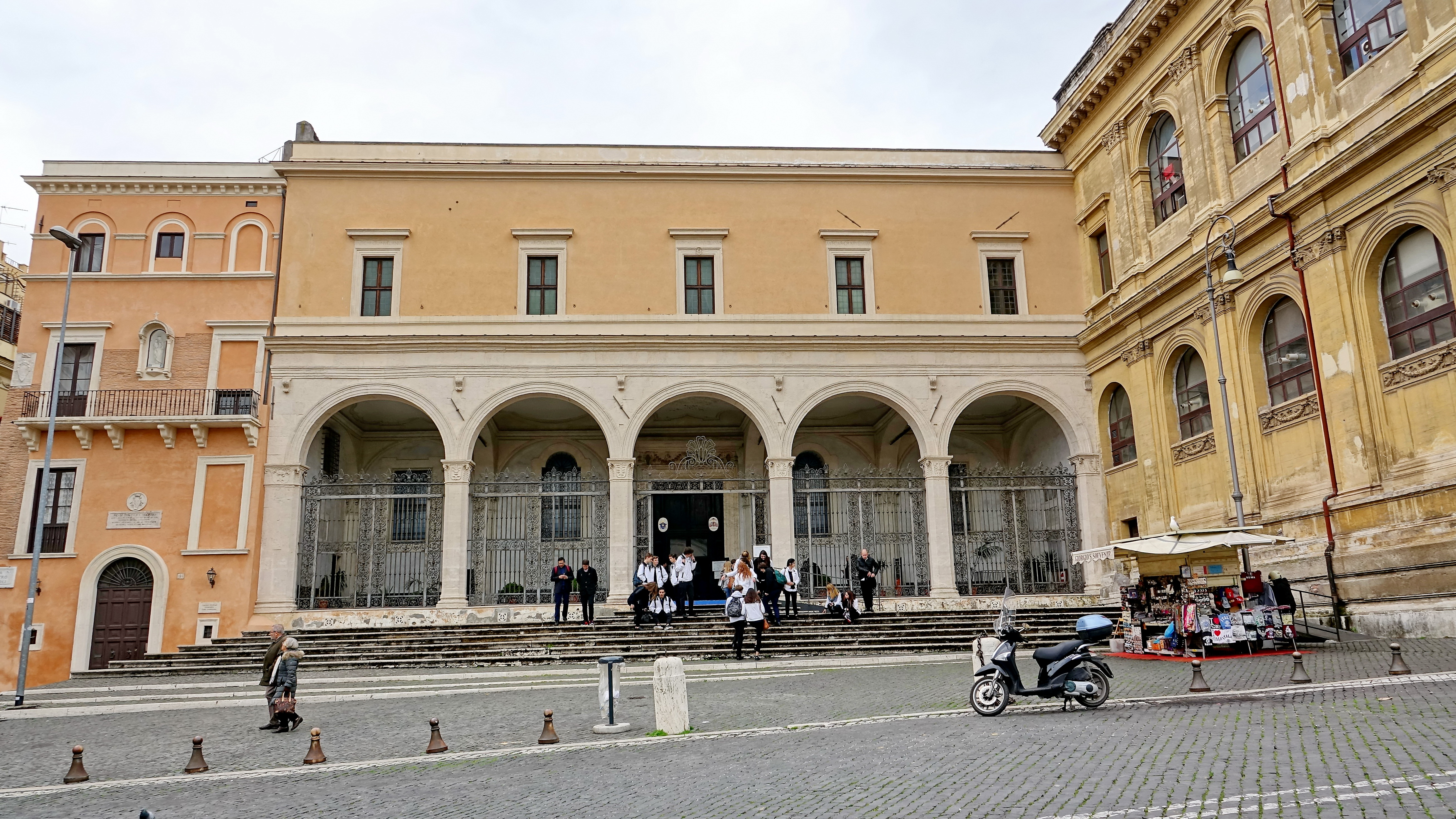
Façade de Saint-Pierre-aux-Liens.
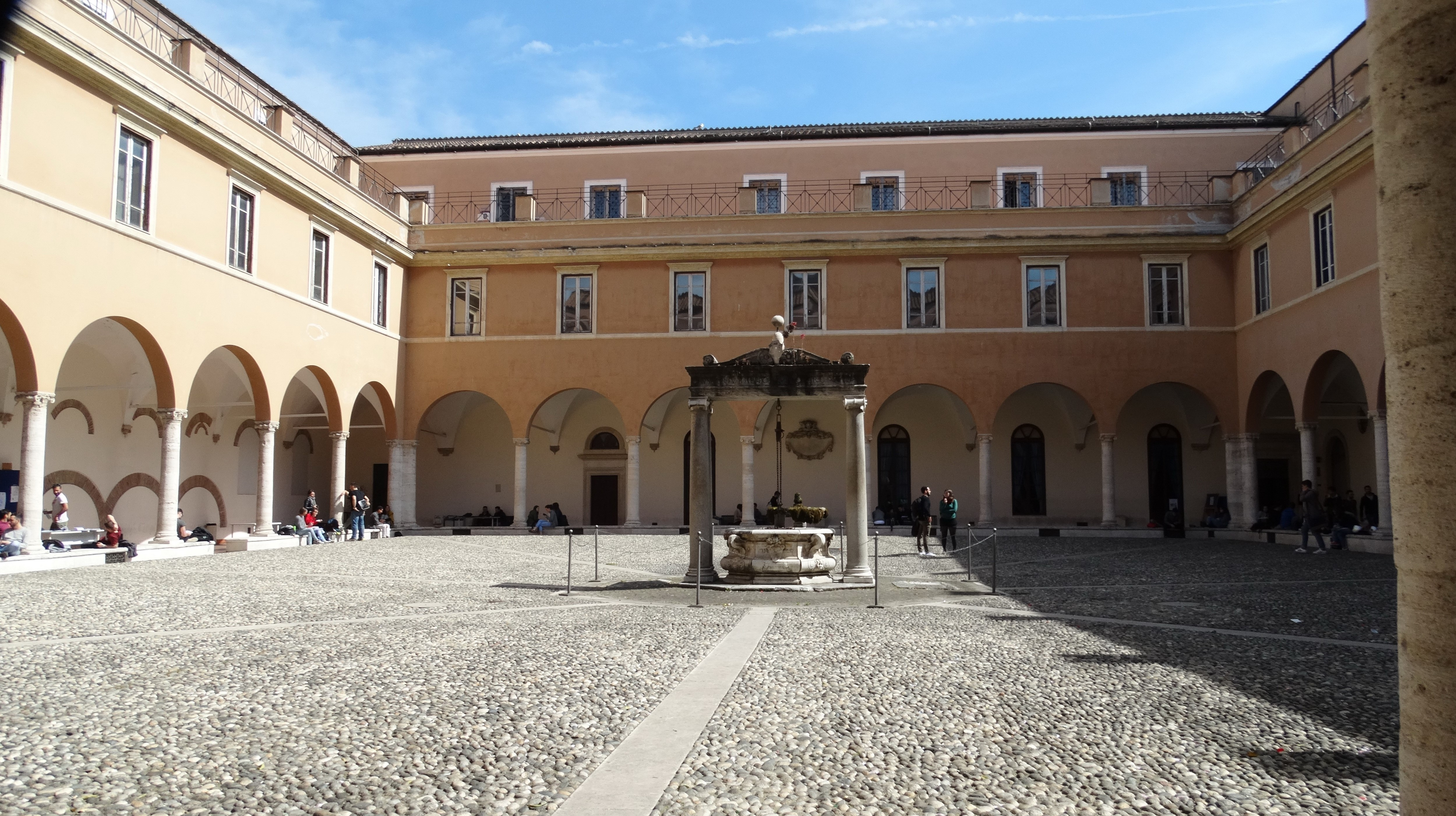
Vue de l’intérieur du cloître avec le puits.

## Intérieur

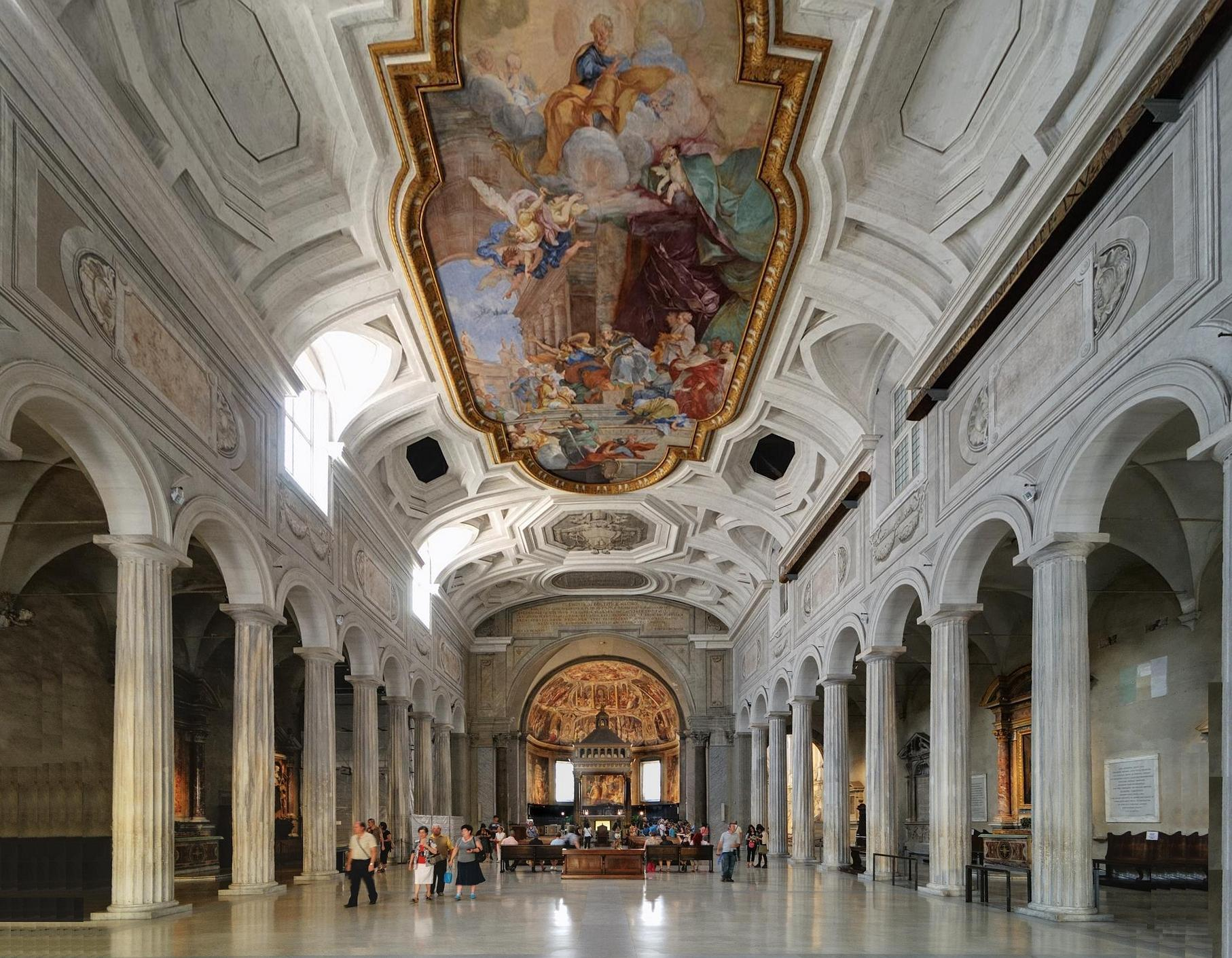
La nef et son plafond.
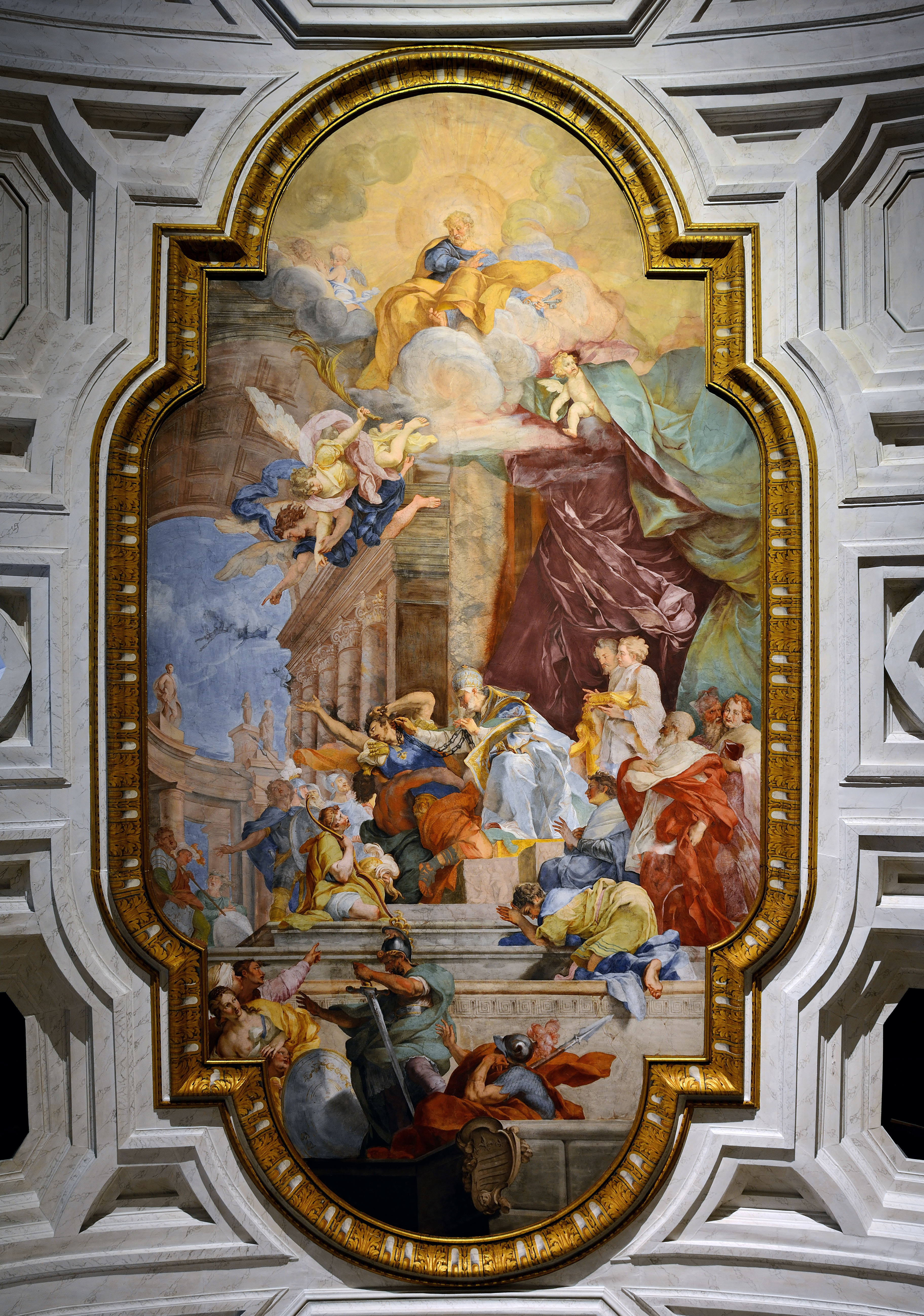
Le Miracle des chaînes de Pierre, fresque de Giovanni Battista Parodi (1706).
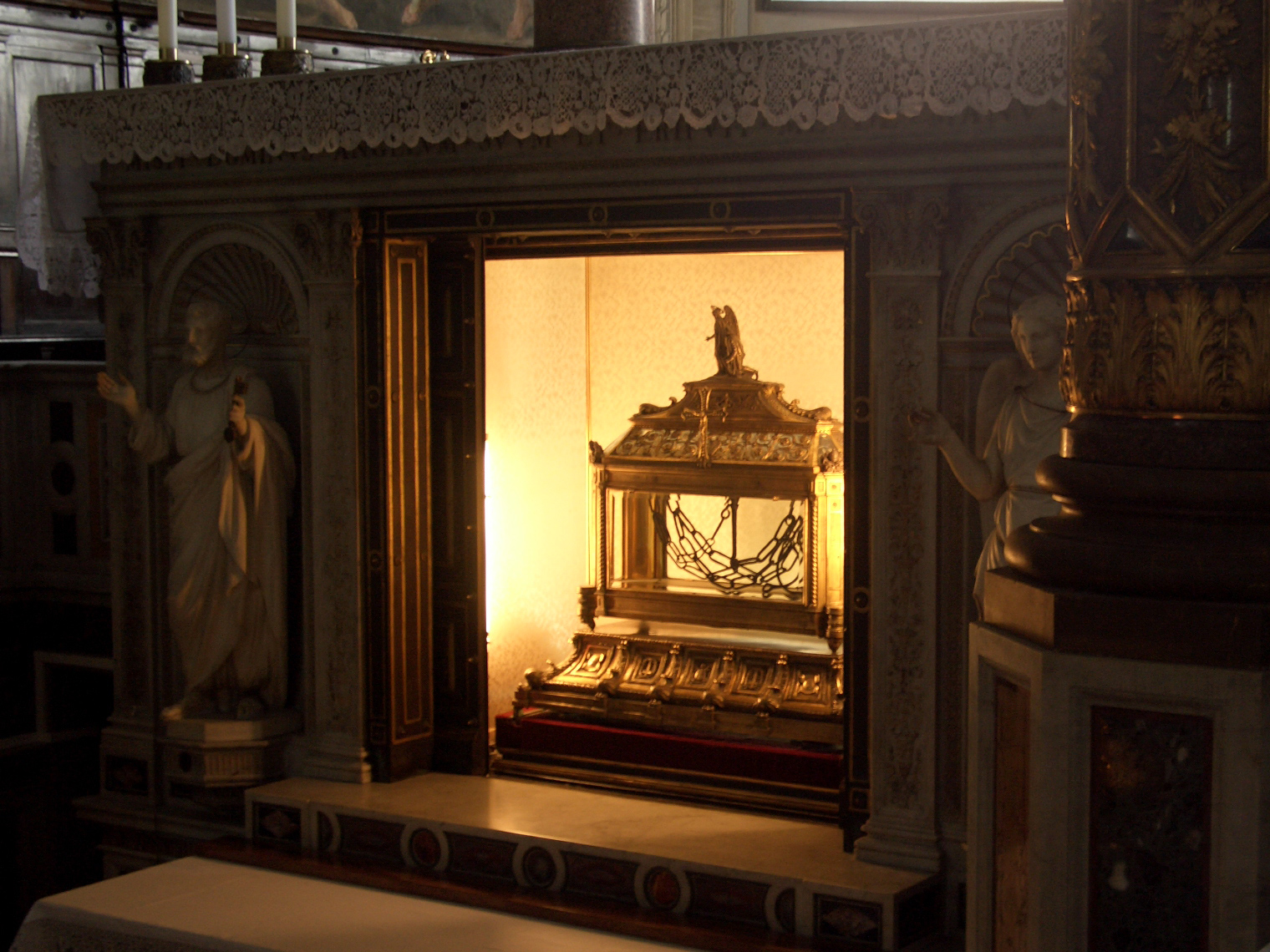
Le reliquaire des chaînes de saint Pierre.
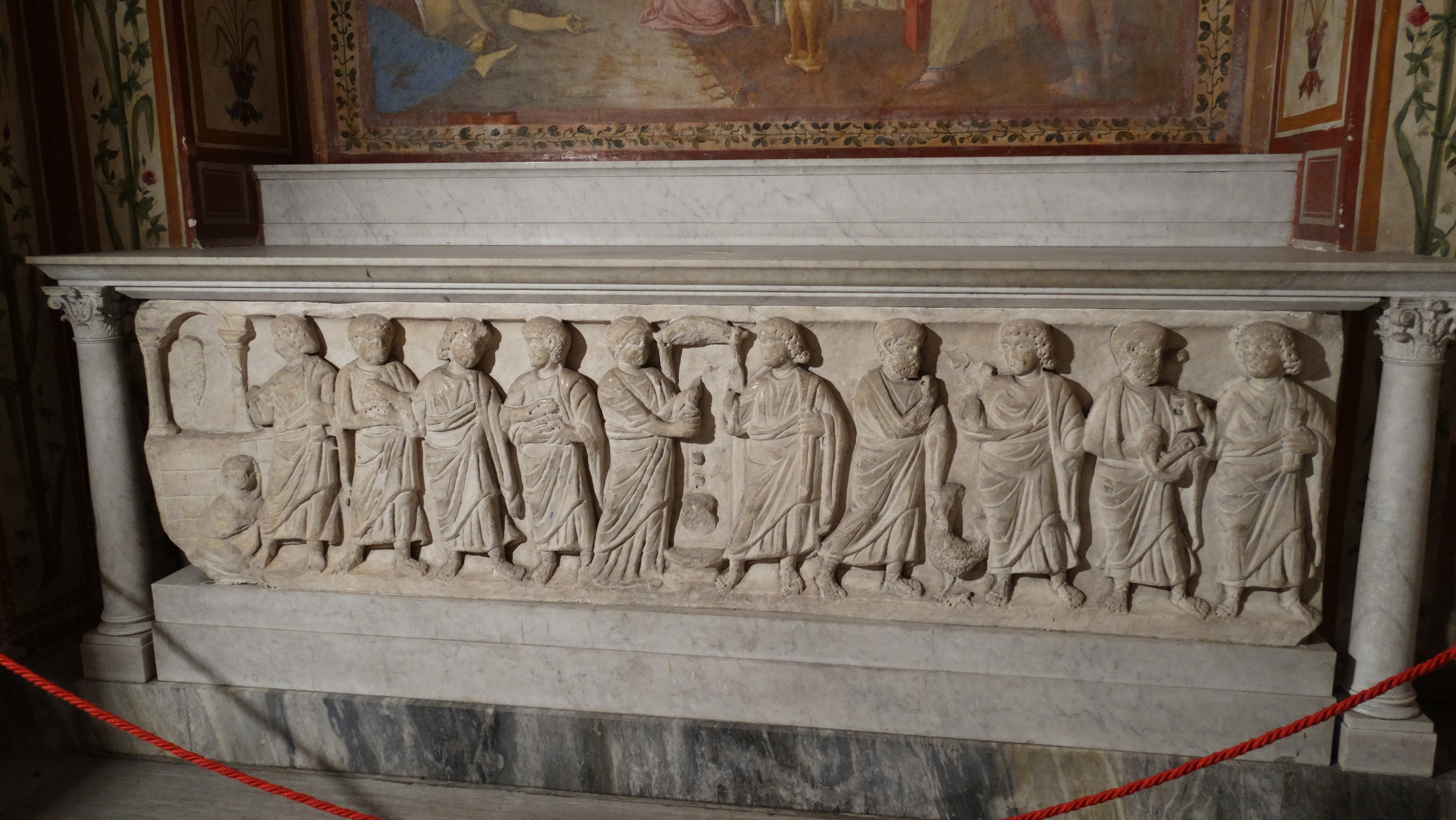
Le sarcophage dans la crypte contenant les reliques des sept fils Maccabées.
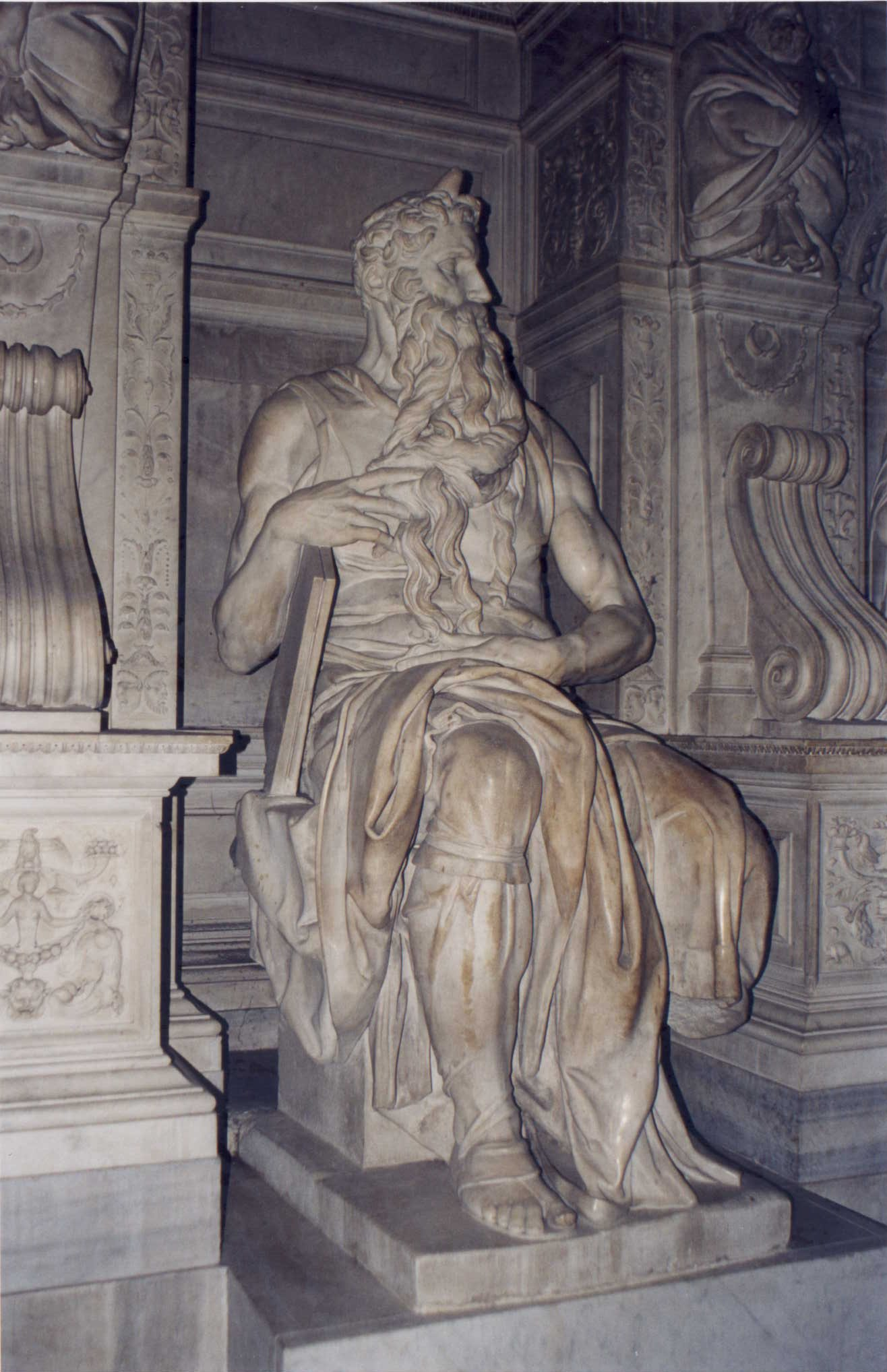
Statue de Moïse réalisée par Michel-Ange.
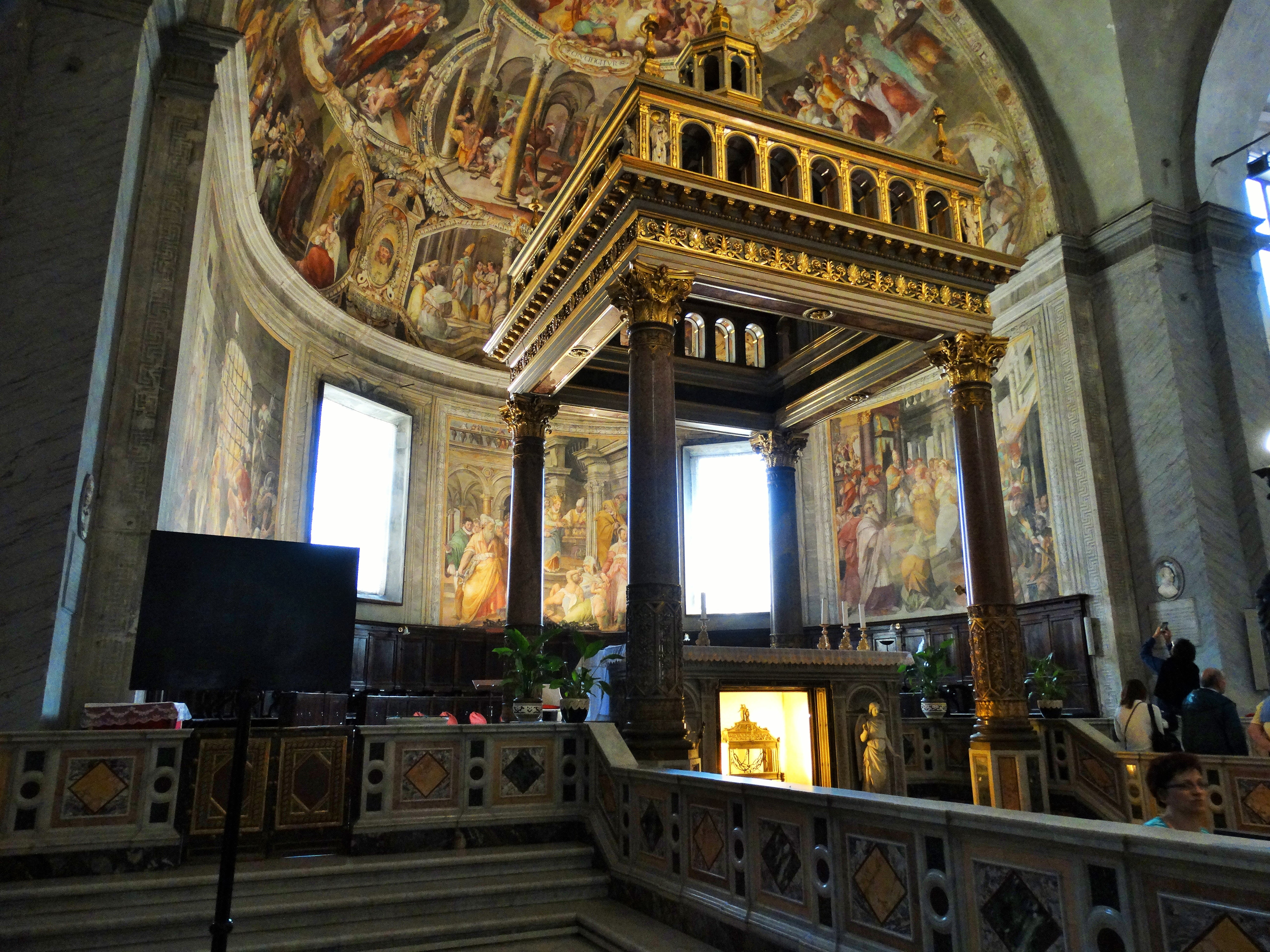
Le ciborium et les fresques de l'abside.
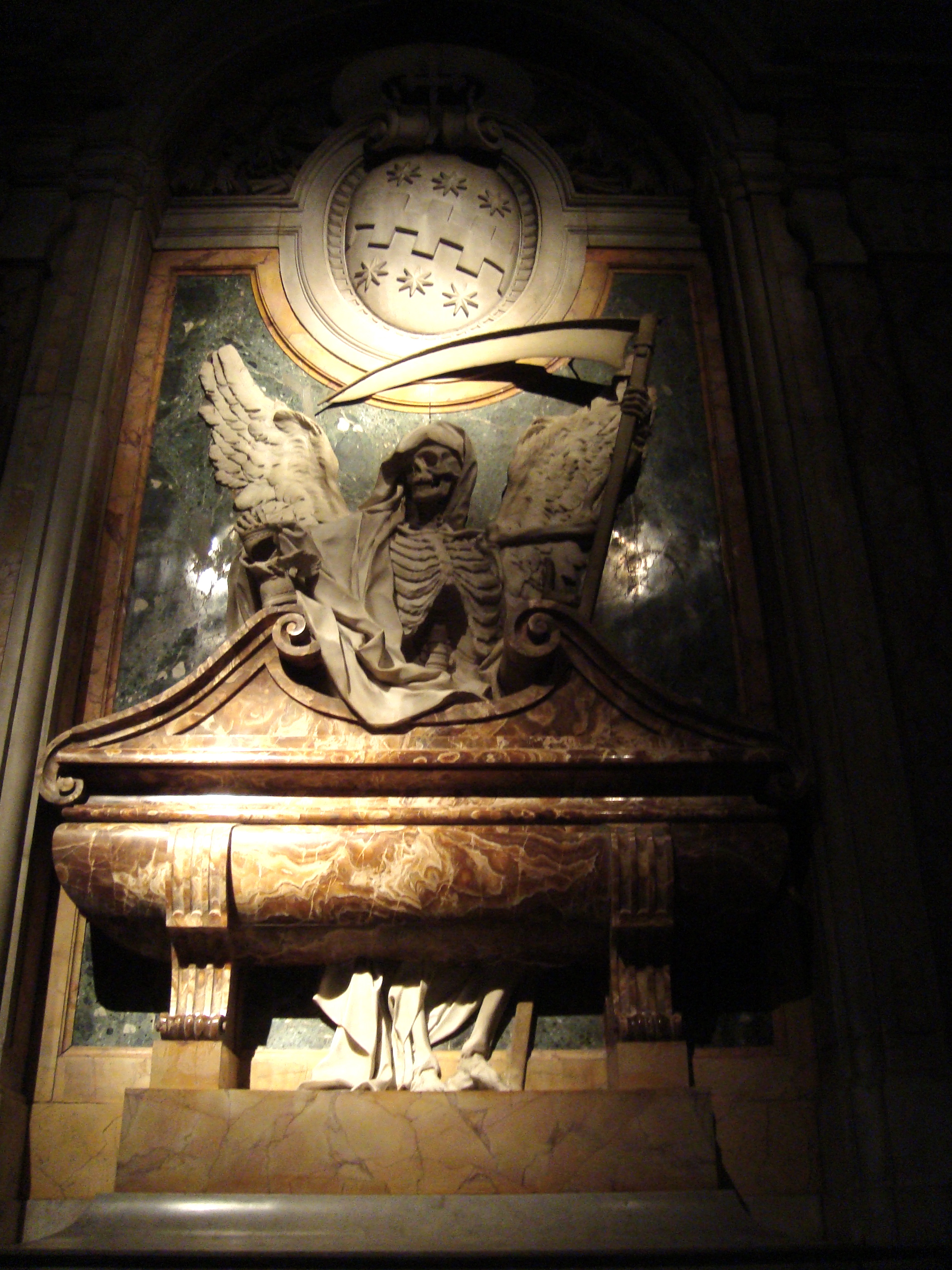
Le tombeau du cardinal Aldobrandino.

L'intérieur à trois nefs comporte trois absides divisées par d'antiques colonnes doriques. Les allées sont surmontées par un recoupement des voûtes, tandis que le plafond de la nef, de Francesco Fontana, a été décoré de fresques par Giovanni Battista Parodi qui représentent le miracle des chaînes (1706).
Le pape Pie IX fait placer les chaînes apostoliques dans un reliquaire en métal doré.
Les chaînes de saint Pierre se composent de deux morceaux : l'un a vingt-huit anneaux, dont le dernier, en forme de S, soutient l’entrave de cou ; l’autre a cinq anneaux, quatre plus petits et un cinquième, en forme de S, auquel sont attachés un plus grand anneau rond et une barre de fer qui réunissait les deux chaînes et devait être soudée dans le mur du cachot.
Les portes en bronze qui le ferment (1477) seraient dues à Antonio Pollaiuolo, mais des études récentes les attribuent à Caradosso.
Ces chaînes sont exposées traditionnellement à la vénération, le 1er août (Fête de saint Pierre-aux-liens) jour de la fête, et « pendant toute l’octave, ensuite le cinquième jour dans l’octave de la fête de saint Pierre et saint Paul, et le premier lundi de Carême ».
Le Moïse, œuvre de Michel-Ange achevée en 1515, était prévu à l'origine pour être un élément d'une gigantesque composition de 47 statues qui aurait composé le mausolée du pape Jules II à la basilique Saint-Pierre de Rome ; après les remaniements multiples de ce projet pendant quarante ans, il devint finalement la pièce maîtresse du cénotaphe du souverain pontife et de sa famille, les Della Rovere.
Situé dans le transept droit, le prophète est représenté avec des cornes (Exode, 34, 29), en raison de la similitude en hébreu des mots qâran, faisceaux de lumière et qèrèn, cornes (ou, selon certains, d'une erreur de traduction).
Ce type de symbolisme iconographique était utilisé au début de l'art sacré.
Dans ce cas, il était plus facile pour le sculpteur de réaliser des cornes que des rayons de la lumière.
Autres œuvres :
- Deux toiles du Guerchin : Saint Augustin et Sainte Marguerite.
- Une fresque représentant la Libération de saint Pierre (1604), dans la sacristie.
- Le retable de la première chapelle à gauche est de Pomarance.
- Le monument funéraire du cardinal Girolamo Agucchi conçu par Le Dominiquin.
- Le tombeau du cardinal Nicolas de Cuse est de Andrea Bregno (1464).
- Le tombeau du cardinal Cinzio Aldobrandini, neveu de Clément VIII.

Les peintres et sculpteurs Antonio et Piero Pollaiuolo reposent dans cette église.

## Sources
- (it) Cet article est partiellement ou en totalité issu de l’article de Wikipédia en italien intitulé « San Pietro in Vincoli » (voir la liste des auteurs).
- Paul Mencacci, Les chaînes de saint Pierre, Imprimerie Armanni, 1877, 96 p. (lire en ligne)